# كتائب الفاروق
كتائب الفاروق هي تجمع ثوري مسلح يؤمن بحتمية تغيير نظام بشار الاسد في سوريا ويسعى إلى ذلك بكافة الوسائل المشروعة، ينتقل بعدها ليصبح تجمع ثوري مدني في مرحلة الاستقرار.
يعد أول تشكيل حقيقي مقاتل في حمص حيث ان كتائب الفاروق كانت نواة لتشكيل الجيش السوري الحر فيها ومن ثم في سوريا عامة.
كان حي باباعمرو نواة لكتائب الفاروق ومنه انطلق إلى قلب المدينة في حي الخالدية وحمص القديمة وشمالا باتجاه تلبيسة والرستن وغربا إلى قلعة الحصن وتلكلخ والزارة
وجنوبا في مدينة القصير بالإضافة إلى مدينة تدمر شرقا.
وما يميز هذه الكتائب هو انها أول تشكيل منظم ومقاتل على ارض حمص وسوريا
من ابرز قادة كتائب الفاروق ومؤسسيها المحامي أسامة جنيدي الملقب أبو سايح الشخصية التي آثرت عدم الظهور في بداية الثورة واكتفى بالقيادة من خلف الكواليس في بداية المرحلة رغم أن الفضل الكبير يعود له في إدارة العمليات العسكرية وتأمين الذخيرة والدعم الكامل حيث استطاع هو وقادة الفصائل العاملة في كتائب الفاروق من بسط سيطرتهم على كامل المناطق المتواجدين بها.

## الهيكلية التنظيمية
تم الإعلان عن الهيكلية التنظيمية لكتائب الفاروق بتاريخ 16 2 2013 بحضور رئيس المكتب التنفيذي والقائد العام لكتائب الفاروق
وقد أعلن الناطق الاعلامي لكتائب فاروق سورية فهد العواد الهيكلية التنظيمية للمكاتب.
السبت 6 ربيع الثاني 1434 للهجرة الموافق في 16 2 2013

## الفكر والتوجهات
إسقاط نظام الأسد وكافة مؤسساته الأمنية.
الحفاظ على سير عمل مؤسسات الدولة الخدمية والاقتصادية والاجتماعية وضمان تماسكها وعدم تفككها.
حماية المدن والممتلكات العامة والخاصة وضبط الأمن فيها.
حماية المدنيين وضمان ممارسة حريتهم الدينية والفكرية في سوريا.
هدف كتائب الفاروق في سورية كتجمع ثوري مدني في مرحلة الاستقرار هو:
تشجيع وتوجيه الأعضاء العسكريين للانخراط في الجيش السوري والمؤسسات الأمنية.
تسهيل إعادة الاعضاء العسكريين الراغبين في العودة للحياة المدنية وتوفير حياة كريمة لهم ولأسرهم وتسهيل انخراطهم في المجتمع.
متابعة رعاية وكفالة أسر وأبناء الأعضاء الشهداء.
تأمين علاج الاعضاء الجرحى حتى الشفاء التام.
تأمين حياة كريمة للأعضاء المدنيين ولعائلاتهم.
المشاركة كتجمع في الحياة الاجتماعية والسياسية والمساهمة في بناء سوريا الجديدة القائمة على مبادئ الحرية والكرامة والعدالة الاجتماعية.
المساهمة كتجمع في حماية كامل اهداف الثورة وتحقيقها.

## الامتداد الجغرافي والعمليات العسكرية

### حمص

#### باباعمرو
خاضت هذه الكتائب معارك شرسة مع الجيش السوري على معظم الجبهات ولا ينسى الناس الصمود الأسطوري لكتائب الفاروق بوجه الجيش السوري في حي باباعمرو ضمن معركتين، الأولى استمرت لسبعة عشر يوما توقفت بدخول لجنة مبعوثي الجامعة العربية والمعركة الشهيرة التي طالت شهراً كاملا تقريبا تحت القصف المستمر. فقد قتل في تلك المعركة أكثر من 100 من خيرة المقاتلين على جبهات الحاكورة والإنشاءات والسلطانية وبساتين باباعمرو.[انحياز]
من أبرز القادة في باباعمرو:
أحمد دعبول،
مهند العمر ،
الشيخ إدريس سويد،
العقيد الركن وليد عبد القادر،
المقدم راشد الكردي،
الرائد أحمد الشمالي،
النقيب محمد ادريس،
الملازم أول مهند الخطيب،
عبد الحميد البويضاني،
أيمن شباب العلي 

#### القصير
عملت هذه الكتائب على السيطرة على المدينة بالكامل فقد قامت بعمليات ضخمة جداً حيث استطاعت السيطرة على قيادة المنطقة وأسرت قائد المنطقة ومعاونيه وخمسا وعشرين عنصراً وقتل ستة عشر وأسقطت حاجز البلدية وسط القصير والسيطرة على المشفى الوطني بالإضافة لمطار الضبعة وكتيبة الضبعة وتل النبي مندو كما سيطرت على معظم حواجز المنطقة وقد بقيت كتائب الفاروق مسيطرة على القصير إلى أن سقطت بيد النظام بتاريخ 4-6-2012 بعد معركة القصير الشهيرة ضد الجيش السوري وحزب الله اللبناني،
من أبرز القادة في القصير:
النقيب معن الكنج،
الشيخ خالد البراك،
معمر محب الدين،
عبد الرحمن العتر،
الرقيب أحمد سيف الدين

#### الريف الغربي
وقد خاض أفراد كتائب الفاروق أشرس المعارك بوجه الجيش السوري (أو مؤيدين له) في القرى الغربية وتصدوا لهجمات الجيش السوري عن مدينة تلكلخ وقرية زارة وقرية الحصن (سورية) وقلعتها الشهيرة إلى أن سقطت بيد الجيش السوري وحزب الله اللبناني.
من أبرز القادة في المنطقة الغربية:
الشيخ أسامة العكاري.

#### الريف الشمالي
كما سيطرت كتائب الفاروق على تلبيسة باقتحام سبعة حواجز بوقت واحد وصولاً إلى الرستن وقد خاضت كتائب الفاروق معركتين على حاجز ملوك الأولى والثانية حيث قتل من كتائب الفاروق بهما ما لا يقل عن ثلاثمئة وجرح أكثر من خمسمئة وكانت هاتان المعركتان آخر محاولات اقتحام لفتح طريق إلى حمص، تمكن أفراد كتائب الفاروق من إدخال الذخيرة إلى حمص المحاصرة، وجعلوا منها مكانا آمنا للمقاتلين مما ولد ردة فعل عنيفة عند النظام والتي تظهر من خلال تحليق الطيران والقصف الذي لا يهدأ لا ليلاً ولا نهاراً،
من أبرز القادة في تلبيسة:
عدنان النجار،
عبد الهادي عيوشي،
رامز علوش

#### حمص المدينة
كما أنها استطاعت بسط سيطرتها على أغلب أحياء حمص المحاصرة بعدة عمليات نوعية وسريعة منها السيطرة على حاجز المطاحن وحاجز القرابيص والمشفى الوطني والسيطرة على حاجزي مستوصفي الخالدية وباب الدريب، السيطرة على جنائية دير بعلبة، السيطرة على شعب التجنيد وعلى الشعبة العمالية بالإضافة للأسواق الأثرية بالإضافة للسيطرة على نقابة المعلمين وما حولها وبهذا تم حصار مبنى قيادة الشرطة
من أبرز القادة في حمص الحصار:
أبو أسعد النمر،
أبو علي عسكر،
أبو حسان اورفلي،
الشيخ عبد القادر الناطور،
الحج عبيد جنيدي،
عبد الرزاق رحال،
أحمد عودة،
سيف الفاعوري،
سامر حاكمي
بعد كل تلك الإنجازات أصبح اسم الفاروق له نفوذه لنسمع مؤخراً عن تشكيل كتائب للفاروق في درعا، دمشق، حماة، إدلب، حلب، الحسكة، الرقة، دير الزور ضمن تنسيق كامل مع القيادة العسكرية العامة.

### دمشق وريفها
القلمون، الغوطة، زملكا

### حماة وريفها
الريف الغربي، الريف الشرقي، الريف الشمالي

### إدلب وريفها
معبر باب الهوى، خان السبل، سرمدا، حارم، جبل الزاوية

### حلب وريفها
الباب، مدرسة الشرطة، الفوج 46، خان العسل، قلعة حلب، مطار كويرس

### اللاذقية وريفها
جبل التركمان وجبل الأكراد،
تتألف كتائب الفاروق من عدد من أفضل وأقدم كتائب الساحل السوري التي لها باع طويل في معارك جبلي الأكراد والتركمان،
قائد التشكيلات هو النقيب بلال أوسي الذي انشق عن قوات النظام في عام 2012 حيث شارك في كثير من معارك هو وعدد من كتائب الساحل التي تعد حاليا قوام فاروق الساحل، كان النقيب بلال قائدا للواء رياض عابدين الذي له فضل كبير في السيطرة على مناطق كبيرة وثكنات عسكرية مثل الفوج 35 المتواجد بريف جسر الشغور في معركة الزعينية بعد فترة من زمن نجحت المحاولات في القضاء على هذا التجمع حينها أجمعت كتائب الساحل وأعلنوا تشكيل لواء أحفاد الفاروق التابع لكتائب الفاروق في سوريا وكان ركنا أساسيا من أركان معركة أحفاد عائشة أم المؤمنين ، وتعد كتائب الفاروق في الساحل الآن من أقوى الفصائل الناشطة في ريف اللاذقية وتتوزع على عدد من أهم المحاور في المنطقة منها محور قمة النبي يونس ومحور في إدلب على جبهة جسر الشغور،
المعارك التي شاركت فيها كتائب فاروق الساحل: معركة مخفر كنسبا ، معركة البنايات، معارك الأوتستراد، معركة أوبين والزعينية، معركة برج 45 الأولى، معركة أحفاد عائشة ، ومعارك أخرى،
أبرز القادة في الساحل السوري:
النقيب بلال أوسي لواء أحفاد الفاروق ، النقيب ناصر نبيو قائد كتيبة البنيان المرصوص، بلال طبنجة قائد كتيبة الصادق الأمين، الملازم أول رشوان قائد كتيبة زيد بن حارثة، الملازم أول أسامة برو قائد كتائب أنصار الساحل ، الملازم أول مصطفى السمهاني قائد كتيبة بلال الحبشي، محمد حمدو قائد كتيبة صقر قريش، صدام زينبو قائد أنصار الحق ، عبد الله أوسي قائد كتيبة رجال الله

### الرقة وريفها
السيطرة على معبر ومدينة تل أبيض. مدينة رأس العين. الفرقة 17. مدينة الرقة.
بدأت كتائب الفاروق في العمل في محافظة الرقة بضرب مخفري حزيمة وشركة المياه الواقعان على الطريق الشمال لمدينة الرقة. ومن ثم قامت بالسيطرة على معبر تل أبيض ومدينة تل أبيض الذي يتواجد بها الأفرع التالية وهي فرع الأمن العسكري وفرع أمن الدولة.
بعدها خرج رتل من لواء 93 المتركز في مدينة عين عيسى وتمركز الرتل قرب معمل الخراطيم على الطريق الواصل من تل أبيض إلى الرقة فتمكنت كتائب الفاروق من تدمير الرتل والسيطرة على تلك المناطق بالكامل ومن ثم بدأت كتائب الفاروق بالسيطرة على اللواء مع الفرقة 17 أذ نفذت أول عملية ضد الفرقة 17 في الرقة قتل على أثرها قائد العملية في كتائب الفاروق محمد العواد ومن ثم قامت كتائب الفاروق بالمرابطة على مبنى الأمن العسكري في مدينة الرقة وتمكنت من السيطرة عليه.
من أبرز القادة في الرقة:
محمد الظاهر
محمد العواد
أحمد الظاهر
محمد الرمضان.

### الحسكة وريفها
الشدادة، تل حميس، تل براك، معبر ومدينة اليعربية، رأس العين.
كان أول عمل لها هو السيطرة على مدينة رأس العين، ومن ثم ناحية تل براك والتصدي للأرتال القادمة من الحسكة لاسترجاع المدينة، بعدها قامت بالسيطرة على حقول الشدادة النفطية، بعد موافقة القيادة العامة لكتائب الفاروق، و السيطرة على معبر ومدينة اليعربية على الحدود العراقية.

## العمل المدني والإنساني
لكتائب الفاروق دور كبير بتأمين الطرق المناسبة والأمنة لنقل السلاح للداخل السوري بالإضافة لإدخال المواد الاغاثية والمواد الاسعافية ونقل الجرحى وتأمين وصول الأهالي إلى مناطق أمنة وقد استطاعت كتائب الفاروق أن تساعد الفرق الصحفية بالدخول إلى المناطق المشتعلة لنقل الأخبار الحقيقية إلى العالم الخارجي

## العمل السياسي
كتائب الفاروق عملت بشكل جدي وحثيث على إيصال كلمة الشعب السوري ونقل معاناته إلى كل المحافل الدولية فقد ساعدت ودعمت جميع أشكال المعارضة الخارجية من بداية الحراك الثوري إلى الآن
فقد شكلت كتائب الفاروق جبهة تحرير سوريا الإسلامية مع عدة فصائل ثانية

## الأسماء التي تم عزلها أو فصلها بسبب المخالفة
عبد الرزاق طلاس ،
أمجد البيطار ،
حمزة الشمالي (أبو هاشم)،
بلال العطار (أبو عبدو شام)،
يلماز سعيد،
عمار البقاعي (الكدر)،
فراس صبوح (أبو الليث)

## الاسلحة
تملك كتائب الفاروق بنادق هجومية مثل كلاشنكوف وإم16 والرشاشات مثل بي كاي وقواذف آر بي جي وصاوريخ كوبرا، مضاد طائرات رشاش 23 ورشاش 14 ونص بالإضافة للعربات المصفحة الثقيلة والخفيفة. مصادر الاسلحة من الغارات على نقاط التفتيش والمنشقين من الجيش.

## وصلات خارجية
- الموقع الرسمي
- http://www.almustaqbal.com/v4/Article.aspx?Type=np&Articleid=574107
- http://www.al-farok.com/archives/2808